# September 2007
| September 2007 |
| Månader under 2007: Januari · Februari · Mars · April · Maj · Juni · Juli · Augusti · September · Oktober · November · December ← December 2006 · Januari 2008 → |

## Händelser

### 4 september
- Orkanen Felix ökar i styrka till kategori 5 strax innan den når nordöstra Nicaragua.

### 6 september
- Luciano Pavarotti, en av historiens mest kända tenorer, avlider.

### 7 september

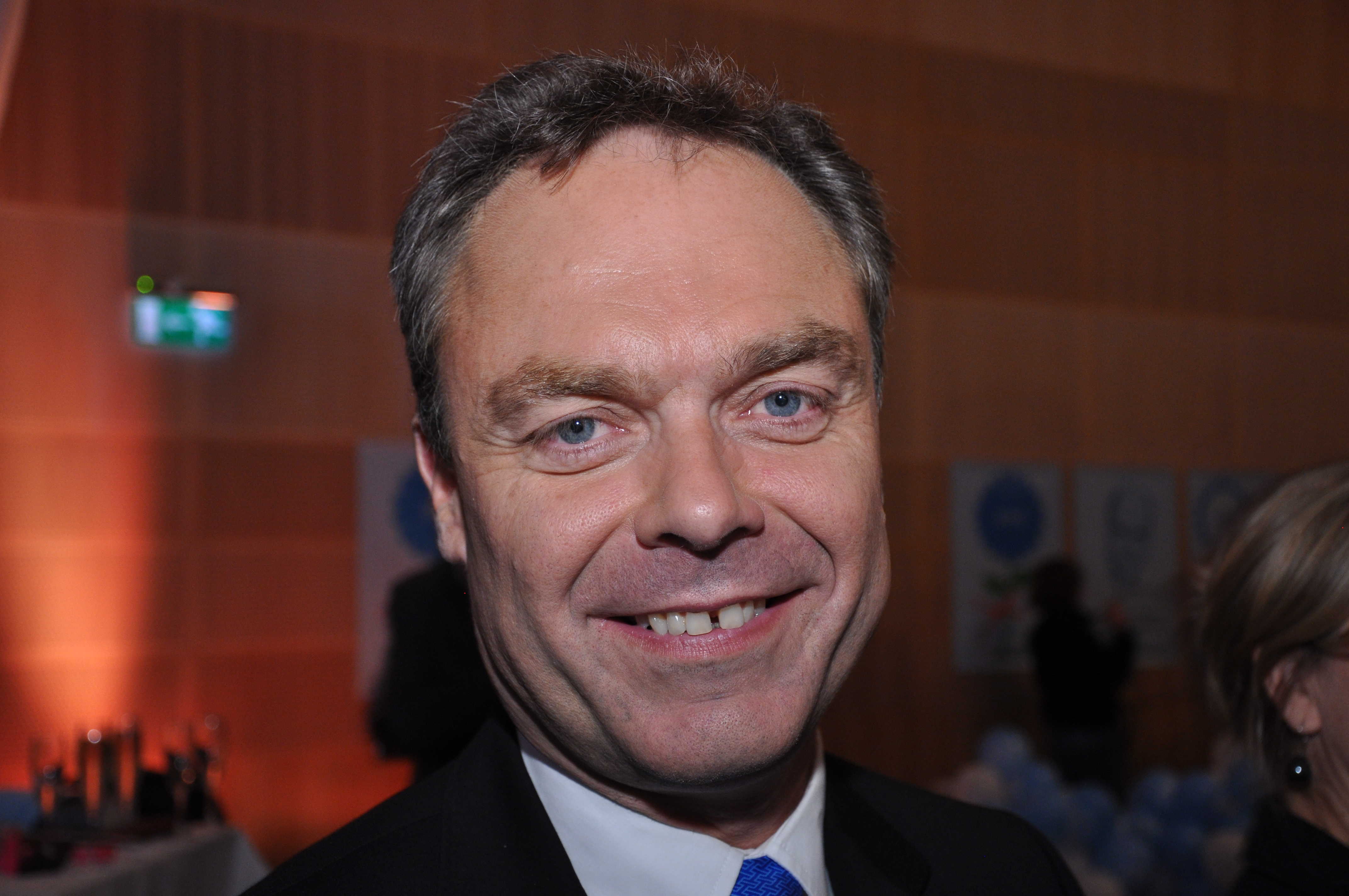
Jan Björklund.

- Jan Björklund väljs till partiledare för Folkpartiet liberalerna.

### 10 september
- Dam-VM i fotboll 2007 i Kina inleds.

### 12 september
- Japans premiärminister Shinzo Abe tillkännager att han planerar att avgå.

### 13 september
- Handelsanställdas förbund inleder en blockad mot videobutikskedjan Videomix i Skåne och Halland sedan företaget vägrat teckna kollektivavtal med sina anställda.[1]

### 15 september
- Protester mot militärjuntan State Peace and Development Council i äger rum i Myanmar.

### Fotnoter
1. ↑  Eva Hertzman (13 september 2007). ”Blockad inledd mot Videomix”. Helsingborgs dagblad. http://www.hd.se/2007-09-13/blockad-inledd-mot-videomix. Läst 11 september 2016.